# Apokatastase
Apokatastase (græsk: ἀποκατάστασις) er tanken om genoprettelse til en originaltilstand, også kendt som læren om alles frelse.
Kirkefaderen Origenes anses som en de store fortaler for denne tankegang i kristen teologi.
| Kristendom | Spire Denne artikel om kristendom er en spire som bør udbygges. Du er velkommen til at hjælpe Wikipedia ved at udvide den. |